# Хромат лантана(III)
Хромат лантана(III) — неорганическое соединение,
соль лантана и хромовой кислоты с формулой La2(CrO4)3,
кристаллы,
не растворяется в воде,
образует кристаллогидраты — жёлтые кристаллы.

## Получение
- Реакция хлорида лантана и хромата калия:

{\displaystyle {\mathsf {2LaCl_{3}+3K_{2}CrO_{4}\ {\xrightarrow {}}\ La_{2}(CrO_{4})_{3}\downarrow +6KCl}}}

## Физические свойства
Хромат лантана(III) образует жёлтые кристаллы.
Не растворяется в воде.
Образует кристаллогидраты состава La2(CrO4)3•n H2O, где n = 2, 6, 7, 8 и 10.

## Химические свойства
- Разлагается при сильном нагревании:

{\displaystyle {\mathsf {4La_{2}(CrO_{4})_{3}\ {\xrightarrow {620-760^{o}C}}\ 8LaCrO_{3}+2Cr_{2}O_{3}+9O_{2}\uparrow }}}